# Давыдова, Татьяна Львовна
Татья́на Льво́вна Давы́дова (6 [18] сентября 1861 в поместье Каменка, Чигиринский уезд, Киевская губерния, Российская империя — 19 [31] января 1887 или 20 января [1 февраля]  1887, Санкт-Петербург, Российская империя) — племянница русского композитора Петра Ильича Чайковского. Старшая сестра Владимира и Юрия Давыдовых.
Биограф Чайковского Валерий Соколов выделял в жизни Татьяны Давыдовой два этапа — благополучный (до 1879 года) и «драматический» (1879—1887 годы).
Татьяна была старшей дочерью сестры композитора Александры и её мужа Льва Давыдова. Чайковский был близок со своей племянницей, посвятил ей «Шесть вокальных дуэтов» (ор. 46), а когда в 1883 году она забеременела от пианиста Станислава Блуменфельда, композитор и его брат Модест увезли Татьяну в Париж и организовали ей роды. После того, как она родила мальчика, композитор сам зарегистрировал рождение ребёнка, организовал его крещение и оказал финансовую поддержку. Чайковский участвовал в его усыновлении своим старшим братом Николаем. Валерий Соколов писал: «Племяннице было суждено стать одной из глубоких душевных ран и даже „язв“ Петра Ильича, рубцы от которых сохранились очень надолго». Татьяна Давыдова скончалась, предположительно, от передозировки морфина в Санкт-Петербурге в возрасте 25 лет. Она была похоронена на кладбище Александро-Невской лавры, но место её захоронения не сохранилось.
В 2021 году российский композитор и историк музыки Валерий Соколов посвятил Татьяне Давыдовой большую (110 страниц) статью «Татьяна Давыдова в жизни П. И. Чайковского» в сборнике научных публикаций «Петербургский музыкальный архив», который вышел под патронатом «Tchaikovsky Society». В ней он реконструировал биографию девушки и попытался определить роль её проблем в жизни и творчестве композитора.

## Биография

### Детство и юность
Татьяна Львовна Давыдова (в письмах и дневниках Чайковский называл её «Таней», «Танюшей», «Танюркой», «Танькой») родилась 6 [18] сентября 1861 года в поместье Каменка в  Чигиринском уезде Киевской губернии, в котором постоянно проживали её родители Александра Ильинична (сестра Чайковского) и Лев Васильевич Давыдовы. Пётр Ильич откликнулся на это событие стихотворением собственного сочинения, в котором, в частности, была строка: «Возрадуйся, великая Татьяна! Ликуй, вся Русь».
В раннем детстве Татьяна демонстрировала незаурядные способности. Уже к четырём годам она выучилась читать, свободно разговаривала на французском языке. В это же время девочка под руководством матери приступила к занятиям на фортепиано и уже исполняла в четыре руки с Александрой Давыдовой «Красный сарафан» Александра Варламова, «Чижик-пыжик» и «первую гамму» (по предположению Соколова, имеется в виду гамма в тональности до мажор). До некоторого времени Александра Давыдова отмечала большие успехи дочери в освоении инструмента, но в 1868 году новая гувернантка, имевшая музыкальное образование, раскритиковала музыкальные навыки девочки и заставила её вернуться к гаммам и заняться музыкальной теорией.
Летом 1870 года Татьяна с матерью впервые побывала в Санкт-Петербурге. Вернувшись в Каменку, в январе 1872 года девочка приступила к изучению английского языка. В письмах Чайковскому Александра Давыдова просила прислать ноты сложных этюдов для фортепиано Татьяне и её сёстрам, но отмечала появление трудностей в их воспитании — «жаль смотреть на зевающих девочек». 
Британский исследователь творчества Чайковского Дэвид Браун утверждал, что истоки замысла балета «Лебединое озеро» восходят к 1871 году, когда семья Александры Давыдовой с активным участием самого композитора осуществила в имении Каменка любительскую постановку именно на этот сюжет. Пётр Ильич выступал в роли режиссёра-постановщика и балетмейстера, а также обеспечивал музыкальное сопровождение («дядя Пётр, с покрасневшим лицом, мокрый от пота, когда пропевал мелодию, представлял довольно забавное зрелище»). Его младший брат Модест танцевал Принца, а маленькая Татьяна Давыдова исполняла роль Одетты. Также при активном содействии Чайковского с участием Татьяны были поставлены пьесы «Мизантроп» Мольера и «Женитьба» Николая Гоголя. 
Осенью 1873 года Александра Давыдова с детьми переехала в Швейцарию, где Давыдовы жили сначала в одном из основных центров Швейцарской ривьеры — городе Веве́ (1873—1874), а затем — в Женеве (1874—1876). Только тогда мать задумалась о необходимости получения систематического образования своими старшими дочерьми в частной или государственной школе-пансионе.
12-летняя Татьяна Давыдова была определена в школу высшей ступени (фр. école supérieure) в городе Веве. Перед этим там побывал Пётр Ильич, который выяснял возможности пансионного обучения двух старших дочерей своей сестры. Училась Татьяна хорошо, однако учитель музыки, «некто Роценберг», выпускник Штутгардтской консерватории, «раздражительный и строгий», внушал девочке страх. Он преподавал по «мето́де Рубинштейна» и брал 5 франков за час. В наказание за плохую игру он сильно бил Татьяну по рукам. Мать в письме брату Модесту отмечала, что Татьяна — «ветреница» и «избалованная» девочка, имеет «прихотливость характера». Александра Давыдова писала: «невинным шалостям её нет конца, и такая она стала мастерица смешить, что я терплю, терплю да и расхохочусь», «это трудное дитя только теперь начало ладить со всеми и радовать меня». О том, что в детстве Татьяна была трудным ребёнком, писала в мемуарах и её племянница Галина фон Мекк. Татьяна брала уроки танцев и физики, которые отмечала как наиболее интересные в своём письме, практиковалась в русском языке. 
Именно в Швейцарии у Татьяны Давыдовой стало постепенно нарастать болезненное состояние: «Все эти дни у меня сильный прилив к голове, лицо моё совсем синее и немного припухло… всё не помогает, и сильно болит голова». Одновременно у неё нарастало чувство недовольства самой собой: «во мне пропали последние тени красоты, и меня самою часто пугает, до какой степени я манипулка. Я могу со всяким подружиться и подделаться под его привычки, зная, что это нехорошо и нечестно. Потом я чувствую, что я недостаточно люблю Бога и недостаточно молюсь».
С лета 1874 года Татьяна с сёстрами стала посещать государственную среднюю школу (фр. école secondaire) в Женеве. Девочка делала большие успехи в игре на цитре и стала, к беспокойству матери, центральной фигурой на школьном балу. Именно в это время она впервые стала испытывать интерес к творчеству Петра Ильича, просила выслать в Швейцарию его произведения. Время от времени Татьяна брала уроки фортепиано и арфы в Женевской консерватории. Александра Давыдова даже писала в письме к Модесту Чайковскому, что Татьяна перед отъездом из Швейцарии участвовала в консерватории в некоем «concours de musique» (с фр. — «музыкальный экзамен», в интерпретации Валерия Соколова). Композитор, навестивший семью Давыдовых в Женеве, отмечал: «Таня здесь утратила вид праздной барышни и потому производит впечатление очень приятное».
«В четырнадцать — пятнадцать лет Татьяна Львовна выглядела совершенной красавицей… Красивая, умная, добрая девушка, Татьяна Львовна рано приобрела многочисленных поклонников. Ещё в Швейцарии из-за её внимания ссорились между собой  студенты различных корпораций», — писал в своих воспоминаниях её младший брат Юрий.
Весной 1876 года глава семьи принял решение о возвращении жены с детьми в Россию. В июле этого же года Александра Давыдова и дети вернулись в имение мужа. Для занятий музыкой с Татьяной был приглашён из Киева пианист Станислав Блуменфельд. Мать строила планы поступления девушки в университет. В это время, однако, Чайковский писал о Татьяне как о «больном месте» матери и опасался, что «замкнутая сфера семейной жизни недостаточна для её широкой натуры». По его мнению, «она уже тяготится своей судьбой».
В 1877 году внимание семьи Давыдовых, проживавших в Каменке, переключилось на проблемы Петра Ильича в связи с его неудачным браком и тяжёлым душевным кризисом. Татьяна подружилась с супругой Чайковского Антониной Милюковой, приехавшей в Каменку. Вскоре, однако, отношения их резко обострились. Когда Милюкова заявила, что хочет покончить с собой, Татьяна резко ответила: «ступайте сейчас, только не говорите этого, потому что это смешно: кто хочет с собой покончить, об этом не говорит». Соколов предполагал, что причина такого оборота дел — впечатление Татьяны от тяжёлых переживаний любимого дяди.
Полной неожиданностью для матери было обнаружение вскоре после 16-го дня рождения девушки записки Татьяны (с сохранением орфографии оригинала и реконструкцией пунктуации Валерия Соколова): «Похороните близ Серёжи, прошу только мраморную плиту и на ней имя ТАТЬЯНА, креста не надо (?) в ногах[:] „Она не любила жизни и не жалеет её!“». Соколов предполагал, что душевная травма девушки была связана с одним из двух её молодых учителей — или Блуменфельдом, или преподавателем, готовившим её к поступлению в университет, студентом старшего курса Киевской духовной академии Бернатовичем.

### Взрослая жизнь
Американский биограф Чайковского Александр Познанский писал, что ещё до рождения Татьяны её родители мечтали о «сказочном будущем» для дочери. Она всегда была любимицей семьи. Под влиянием всеобщего обожания Татьяна и сама поверила в собственную исключительность.
С зимы 1878/1879 годов Давыдовы воспринимали дочь как взрослую барышню — в Санкт-Петербурге она посещала театры, балы, пикники, кокетничала, привлекла к себе внимание светского общества. Планировалось её участие «в придворном балу» и представление девушки императору Александру II. Вернувшись в Каменку, Татьяна пыталась продолжать вести светскую жизнь. В 1879 году во время поездки в Ялту Татьяна привлекла пристальное внимание сразу двух мужчин — князя Алексея Церетелева (Церетели) и 35-летнего орловского помещика Кошкарова, который даже сделал ей предложение. Чайковский был возмущён последним фактом, писал, что Кошкаров стар и уродлив, «но очень умный и сумевший заинтересовать Таню своей оригинальностью и самобытностью». Новым молодым человеком Татьяны стал князь Трубецкой, которому исполнилось 24 года, офицер, награждённый Георгиевским крестом, «чрезвычайно симпатичный, добрый и милый». Он также сделал ей «формальное предложение». Племянница композитора дала согласие, но при условии одобрения брака родителями жениха. Они, когда-то проживавшие с детьми в Веве в одно время с Давыдовыми, положительно высказывались о браке, но не могли обеспечить сына материально, а предпринимаемые ими по этой причине попытки определить его на гражданскую службу откладывали брак на неопределённый срок.
Осенью 1880 года Татьяна снова побывала в Ялте. Она была представлена Марии Фёдоровне — супруге наследника престола Александра Александровича, будущего императора Александра III, и познакомилась с Прасковьей Коншиной, которая позже стала женой государственного деятеля, сенатора, тайного советника Анатолия Чайковского — младшего брата композитора.
Спустя некоторое время Татьяна сблизилась с одним из офицеров стоявшего рядом с Каменкой гусарского полка. Она писала: «Главацкий влюблён в меня, в меня одну, и только с горя от моего равнодушия полюбил Веру, а мне сказал, что готов целовать хлыст, которым я буду бить его или что-то в этом роде!… После бала Главацкий говорил с мама и просил у неё руки нас обеих!». Валерий Соколов отмечал серьёзность религиозных, философских и эстетических вопросов, затронутых в этом письме 19-летней девушки (Татьяна рассуждала о прозе Фёдора Достоевского и Сергея Аксакова), но писал, что подобные темы в её переписке практически не встречаются.
Здоровье Татьяны продолжало ухудшаться — она «страдает совершенно непонятною в такой молодой девушке болезнью — катаром желудка. Болезнь эта выражалась полнейшим отсутствием аппетита, частыми коликами, дурнотами, малокровием, преждевременною и нездоровою тучностью». Чайковский в письме Надежде фон Мекк так описывал внешность двух своих племянниц, Татьяны и Веры: «касательно цвета их волос и глаз — то у обеих глаза голубые, а по волосам они блондинки. Однако ж не самого светлого оттенка… Цвет лица у обеих племянниц бледный, при малейшем возбуждении обращающийся в яркий румянец на щеках, как это вообще бывает с девушками, страдающими малокровием». В декабре 1880 года здоровье Татьяны Давыдовой резко ухудшилось («её преследуют головные боли и всякого рода нервные припадки», «уже 15 дней, что она с постели не встаёт и только непрестанно страдает и слабеет, питания никакого, она рвёт всё, что съедает в минуты улучшения»). Родственники связывали это с отложенным на неопределённое время браком с Трубецким. В 1881 году Александра Давыдова отвезла дочь в Киев для лечения.
Именно Александра Давыдова, по утверждению Александра Познанского, предложила своей дочери морфин, который сама употребляла для поднятия настроения и как болеутоляющее средство. Наркотик на время подействовал, но вызвал эффект привыкания.

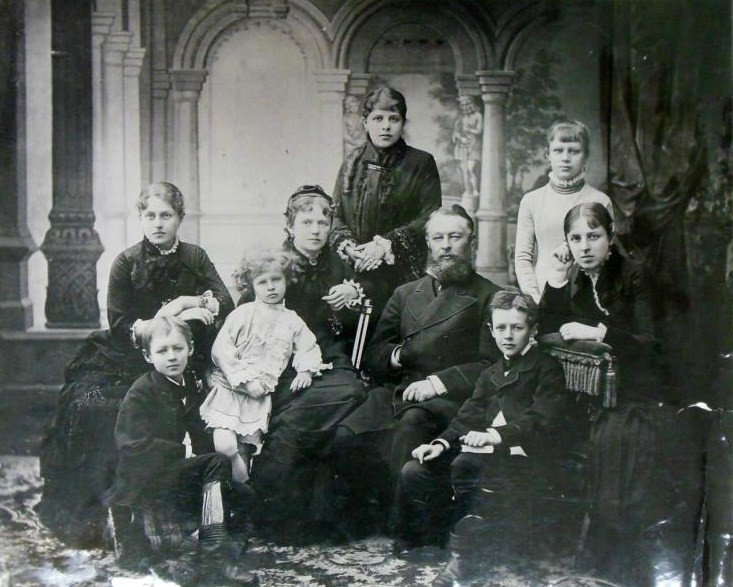
Семья Давыдовых. Татьяна стоит в центре заднего ряда, 1881 год

В апреле 1881 года стала проясняться ситуация с Трубецким. Он вышел в отставку и перешёл на гражданскую службу с небольшим жалованием в 600 рублей в год. Отец Трубецкого умер, поместье, доставшееся в наследство ему, было разорено. Татьяна Давыдова могла получать от отца 3000 в год, но была, по выражению Петра Ильича, «очень непрактична, очень избалована». Молодые люди были помолвлены, а бракосочетание намечено на осень. 5 мая между молодыми произошёл неожиданный разрыв. По версии Чайковского, Трубецкой «явился к Татьяне в Москве пьяным и наговорил много оскорбительных слов». Американский биограф композитора даже утверждал, что он пытался её изнасиловать. Девушка бросила обручальное кольцо ему в лицо и потребовала больше никогда не показываться ей на глаза.
Соколов выдвинул сразу несколько гипотез по поводу причин разрыва помолвки:
- Финансовые проблемы семейства Трубецких — родители Трубецкого подыскали ему богатую невесту.
- «Лёгкое поведение» Татьяны Давыдовой.
- Последствия употребления невестой наркотиков (Анатолий Чайковский в это время отмечал: Татьяна «не на шутку больна, и, без сомнения, душевно, нервно, психически… я просто боюсь, что она натворит что-нибудь ужасное»[49]).
- Низкие моральные качества самого князя. Так, 2 мая, накануне разрыва, Анатолий Чайковский встречался с Трубецким, который сообщил ему, что «ездил искать бордели, но что хороших девок не нашёл, и просил дать ему рекомендацию по этой части»[46].

Татьяна вернулась в Каменку «в состоянии, близком к помешательству, вся пропитанная эфиром, морфином и всякого рода ужасами. Она даже пьянствовала в Москве и дорогой». Чайковский писал, что девушка «считает себя обесчещенной, погибшей, недостойной принимать ласки родных, ибо Трубецкой был удержан ею ценой напряжения всех сил только там, где уж всё было кончено» (Валерий Соколов считал, что имеется в виду интимная связь с бывшим женихом). Татьяна кричала, рыдала, и билась в судорогах на руках у композитора. Сам Пётр Ильич старался успокоить и отвлечь её от мрачных мыслей, беседуя с ней, играя с ней на фортепиано в четыре руки, побуждая её к чтению.
Короткое время Татьяна Давыдова встречалась с начальником службы движения Фастовской железной дороги Станиславом Бернатовичем. Он был женат, поэтому девушка строила планы брака с ним после развода возлюбленного с его супругой. После разрыва с ним начался роман с богатым коммерсантом, немцем по происхождению, Отто Керном. Керн сделал Татьяне предложение, но девушка уклонилась от прямого ответа. Родители выступили против брака, так как Керн не был аристократом. Весной 1882 года возобновил отношения с Татьяной Давыдовой пианист Станислав Блуменфельд, в прошлом — её домашний учитель музыки. Свидетелем одного их тайного свидания стал Пётр Ильич. Когда-то он рекомендовал молодого пианиста Давыдовым, но теперь его близость с племянницей вызывала у него раздражение. С возмущением он писал, что девушка позволяет себе с Блуменфельдом то, что, по его представлениям, свойственно делать только проституткам. Татьяна забеременела, что длительное время не замечали её родственники.
Татьяна переехала в Санкт-Петербург, а прикрытие предстоящих родов обеспечили Пётр (его просто поставили перед фактом беременности в январе 1883 года) и Модест Чайковские, а также её тётя Вера Бутакова. Вслед за этим девушка переехала в Париж, где уже находился композитор, под предлогом лечения от наркомании у знаменитого в то время психиатра и невропатолога Жана Мартена Шарко. Сопровождавший девушку Модест в середине апреля вернулся в Россию, и вся ответственность за её судьбу легла на плечи Петра Ильича. Валерий Соколов считал, что уже тогда у бездетного Николая Чайковского появился план усыновления будущего ребёнка племянницы. Мальчик, названный Георгием, появился на свет в Париже 26 апреля 1883 года.
Другую версию событий излагает Галина фон Мекк. В её версии родители узнали, что Татьяна беременна. Давыдову отправили за границу, в Париже родился её сын. Молодая мать не могла вернуться в поместье со внебрачным сыном, поэтому старший из братьев Чайковских его усыновил. Татьяна после родов в Париже приняла решение никогда больше не видеть Блуменфельда, но она никогда не забывала его. Он был, по мнению Галины фон Мекк, единственной любовью девушки.
В мае 1883 года Татьяна вернулась в Каменку. В семье её уже воспринимали, по словам Модеста Чайковского, как «гостя». В сентябре этого года она снова отправилась в Париж к сотруднику Шарко доктору Ферре, сообщив родным, что собирается за него замуж, но сопровождал её в поездке Керн, которого, как и окружающих, она также убедила, что готова стать его супругой. Приехав в Париж, Татьяна узнала, что Ферре женится на соотечественнице. Лечение зависимости от наркотика продолжилось чередованием холодной и горячей воды, но Давыдова практически не выходила из дома и не вставала с постели. Состояние здоровья девушки было серьёзным и Чайковский, уяснив для себя, что «у неё нет никакого интереса в жизни и что ничто не занимает и не интересует её», предложил племяннице сделать во Франции карьеру актрисы, не ставя в известность собственную семью.
В августе 1884 года Татьяна Давыдова вернулась в Каменку. Мать отмечала значительное улучшение её здоровья. Зимой с 1884 на 1885 год девушка проживала в Москве у сестры Анны, ставшей супругой сына Надежды фон Мекк Николая. Окружающим казалось, что она вернулась к нормальной жизни: «сидит, ходит, гуляет и очень в духе», но она уже не казалась окружающим привлекательной. Зиму с 1885 на 1886 год Давыдова провела с матерью и братьями в Санкт-Петербурге. В середине июня композитор привёз в столицу её маленького сына, которого усыновил Николай Чайковский.

### Последние годы

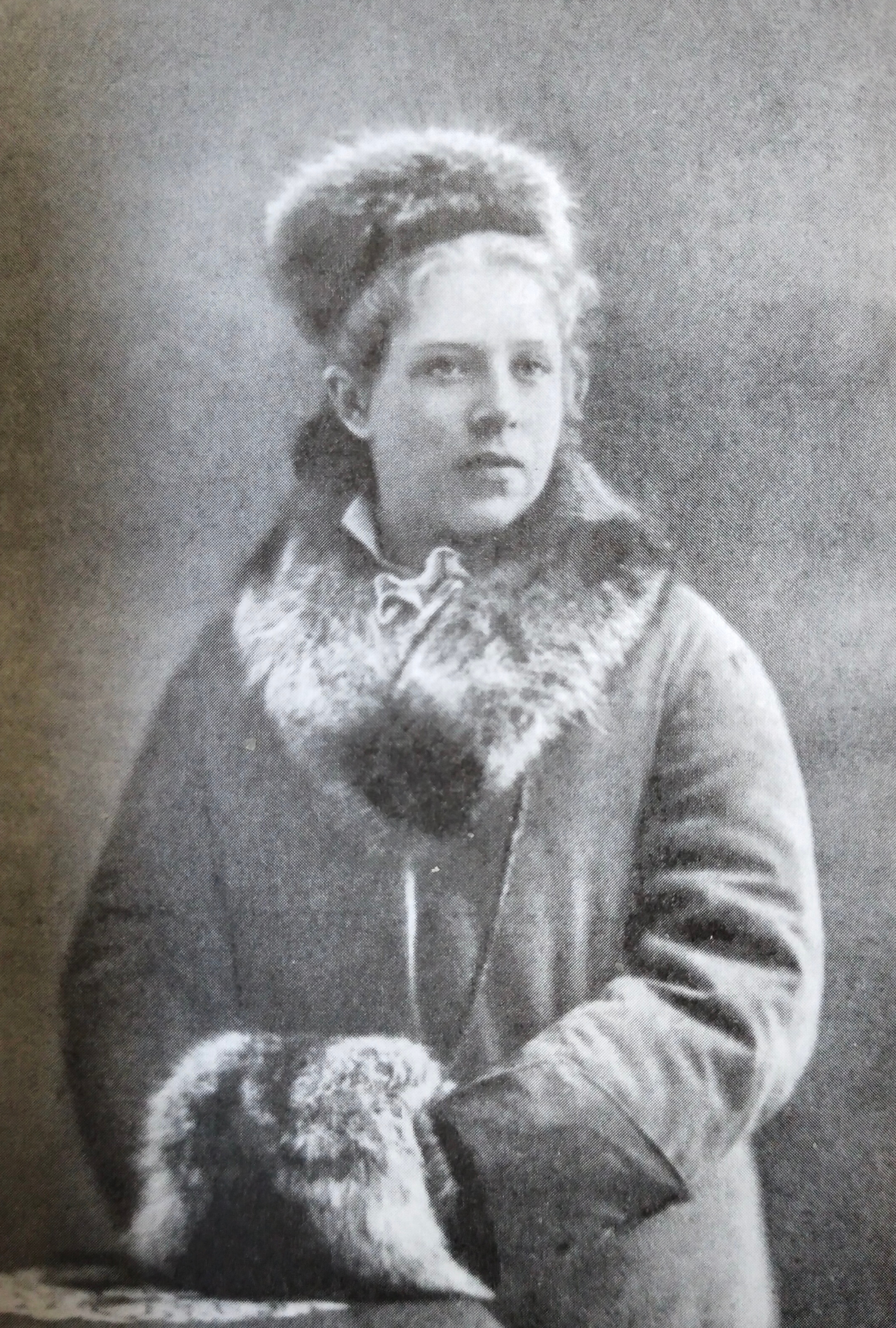
Татьяна Давыдова в 1880-е годы

Предполагаемое родственниками выздоровление дочери позволило Александре Чайковской в 1886 году сделать Татьяну попечительницей её младших братьев Дмитрия и Владимира, учившихся и проживавших в то время в Санкт-Петербурге. Валерий Соколов считал, что с конца 1884 до 1887 года она во многом изменилась. Татьяна Давыдова стала более спокойной, к ней возвращалось здоровье, много времени у неё отнимали домашнее хозяйство и воспитание братьев. Вместе с тем он допускал, что «близкие просто „махнули рукой“ на возможность её полного восстановления, перестали драматизировать её проблемы и смирились с возможностью её гибели».
Татьяна Давыдова скончалась, по разным свидетельствам, 19 или 20 января [1 февраля]  1887 в Санкт-Петербурге. Во время столичного бала-маскарада она неожиданно упала и вскоре скончалась от сердечного приступа. Валерий Соколов считал более правильной датировку смерти Давыдовой 20 января, отмечая, что маскарад проходил глубокой ночью. Газета «Новое время» посвятила смерти 25-летней девушки целую заметку:

Сегодня, в час пополуночи, в самый разгар блестящего маскарада в Дворянском собрании, случилось трагическое событие: молодая двадцатидвухлетняя [ошибка репортёра, Татьяне было 25 лет] девушка, г-жа Татьяна Давыдова, скоропостижно скончалась от паралича сердца. Её едва успели вынести из залы в уборную: лицо её тотчас же помертвело, глаза ввалились, нижняя губа отвисла. Потребованное генералом Грессером шампанское лишь на несколько минут оживило умиравшую. Приехала она в маскарад в обществе компаньонки. Ближайшей непосредственной причиной паралича был, по удостоверению врача, туго стянутый корсет; кроме того, было удостоверено, что больная страдала морфиноманией… [На маскараде] присутствовал министр иностранных дел Н. К. Гирс, французский посол де-Лабулэ, испанский посланник Кампо-Саградо, весь персонал германского, французского и японского посольств и почти вся петербургская придворная и чиновная знать— Валерий Соколов. Татьяна Давыдова в жизни П. И. Чайковского
Вторую заметку с несколько другим объяснением причины смерти разместила «Петербургская газета»:

Ровно в 12 1/2 часов ночи г-жа Давыдова, прогуливаясь по зале под руку с одним из своих знакомых, внезапно почувствовала себя дурно и, пошатнувшись, упала на пол. Произошла суматоха. Двое мужчин подхватили маску и перенесли в дамскую уборную, где она была положена на диван. Освободив даму от стянутого корсета и сняв вообще всё лишнее платье, начали производить всевозможные втирания и опрыскивание водой. Но было поздно, лицо покрылось смертною бледностью… смерть произошла от паралича сердца в силу малокровия всего организма.— Валерий Соколов. Татьяна Давыдова в жизни П. И. Чайковского
Третье свидетельство принадлежит мемуаристке Галине фон Мекк — племяннице Татьяны Давыдовой:

Однажды брат её компаньонки [Е. М. Молас], желая развлечь Татьяну, предложил поехать с ним на бал-маскарад. В то время такие балы зимой в Москве и Петербурге вошли в моду. После некоторых колебаний Таня решилась ехать. Там моя тётя протанцевала один-два танца. Затем она поскользнулась и упала. Случился сердечный приступ. Её отнесли в одну из боковых комнат, но не успели добраться до комнаты, как она уже была мертва.— Валерий Соколов. Татьяна Давыдова в жизни П. И. Чайковского

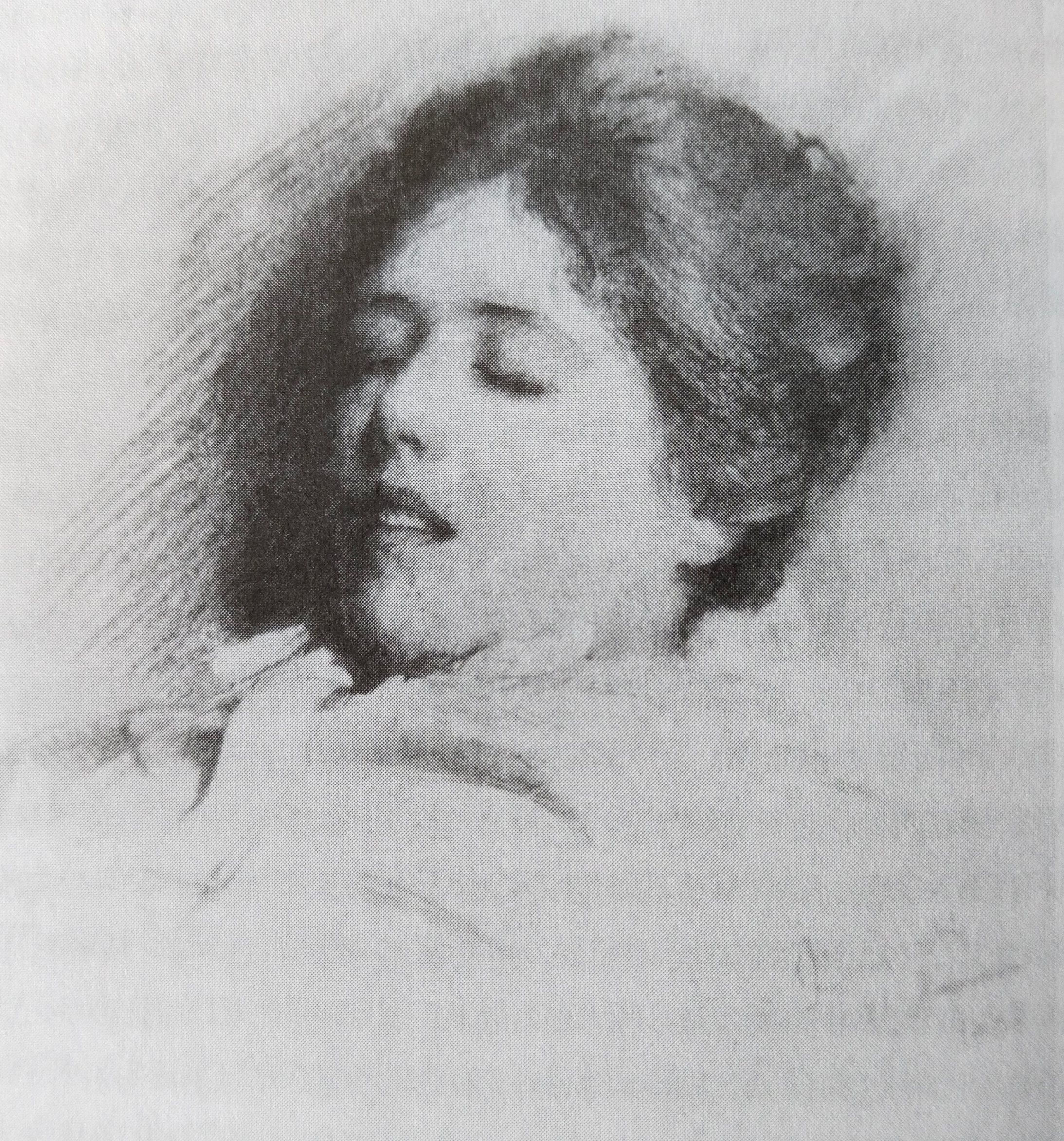
Ян Ционглинский. Татьяна Давыдова на смертном ложе, 1887

Некоторую информацию о Елизавете Молас сообщает в своих мемуарах Галина фон Мекк: по своему происхождению компаньонка была наполовину испанкой, а наполовину немкой. Молас родилась в семье морских офицеров и была хорошо знакома с Чайковскими. Именно братья Чайковские рекомендовали её Давыдовым. Молас оставалась с Татьяной Давыдовой до самой её смерти.
Надежда фон Мекк писала, что Татьяна «умерла с улыбкою на губах». Пётр Ильич в письмах открыто упоминал о морфине как причине гибели племянницы — «Она, было, вылечилась там от морфиномании, но вскоре возвратилась к привычному наркотику и в конце концов отравилась им», «для этой несчастной самый лучший и желанный исход был смерть, — но тем не менее, я был глубоко потрясён известием… организм её уже давно был подточен. Это была тень прежней Тани; морфин сгубил её, и, так или иначе, трагический исход был неизбежен».
Семья первоначально планировала провести похороны в Киевской губернии (как предполагал Соколов, в Каменке). Но некие обстоятельства заставили родителей переменить решение. Татьяна Давыдова была похоронена на кладбище Александро-Невской лавры в Санкт-Петербурге, в «палатке» церкви Святого Духа, но могила не сохранилась. Над могилой в мраморной раме первоначально находилась копия «Мадонны» Мурильо, сделанная по заказу известным художником Яном Ционглинским. На похороны было истрачено 745 рублей, которые внёс в церковную кассу Николай Чайковский.

## Чайковский и Татьяна Давыдова
Биограф композитора Валерий Соколов писал о роли Татьяны Давыдовой в жизни Петра Ильича Чайковского:

жизнь самой Татьяны на определённом этапе стала объектом повышенного внимания Чайковского и многих его противоречивых переживаний. Болезненная сфера этих переживаний, наряду с постоянными тревогами за расстроенное здоровье сестры, оказалась основной «наполняющей» эмоциональной стороны жизни композитора в её «каменский» период, особенно в 1880—1884 годах. Племяннице было суждено стать одной из глубоких душевных ран и даже «язв» Петра Ильича, рубцы от которых сохранились очень надолго.— Валерий Соколов. Татьяна Давыдова в жизни П. И. Чайковского
Соколов отмечал, что Татьяна, а также её брат Владимир, с раннего детства были в центре внимания Чайковского. Впоследствии Владимир стал настоящим «кумиром» и «идолом» композитора. Напротив, Татьяну Чайковский со временем всё чаще подвергал резкой критике. Пётр Ильич был непосредственным свидетелем формирования личности девочки, а в детские годы принимал участие в её воспитании, позже он пытался принять участие в решении её «взрослых» проблем. Татьяна долгое время была одним из самых часто упоминаемых «персонажей» в его переписке.

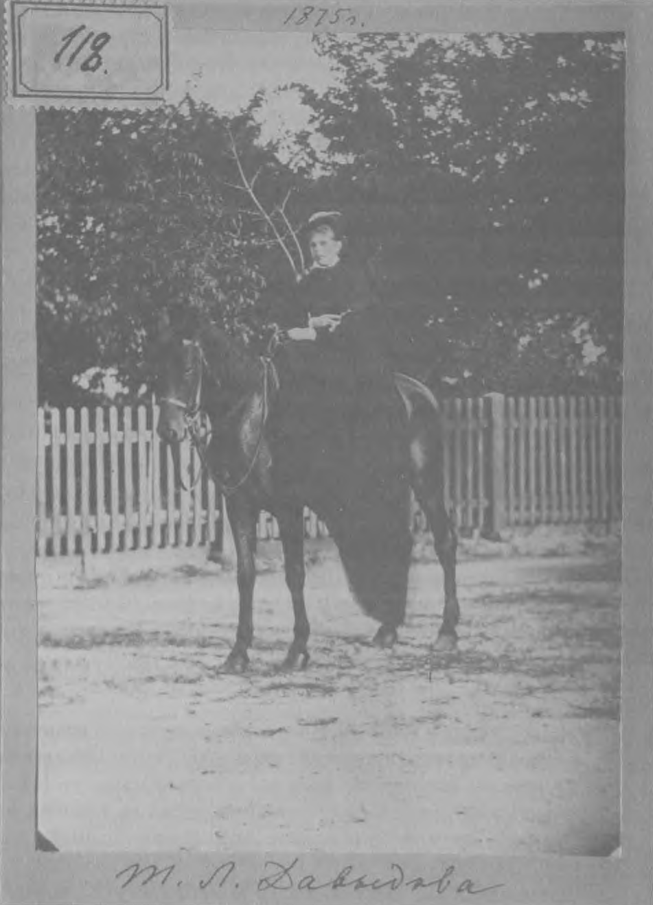
Татьяна Давыдова на лошади, 1875

Соколов выделял несколько сфер высказываний композитора о племяннице. Одна — открытое восхищение Чайковского талантами, умом, добротой и любовью Татьяны к близким ей людям. Другая — столь же резкое осуждение лени девушки, её эгоизма и моральной распущенности, беспринципности, а в первую очередь — злоупотребления морфином, вызвавшего необратимые изменения в её психике и физическом состоянии. Значительное место в рассуждениях и переживаниях Чайковского в связи с этим занимает оценка влияния судьбы Татьяны Давыдовой на состояние её матери — любимой сестры композитора. Валерий Соколов писал, что эта тема была «чудовищно тяжела… для самого композитора — постоянное её наблюдение (и даже воображение) в упомянутый период (1880—1884) стало настоящим „бичом“ для его нервной системы и душевного состояния».
До своего первого приезда в Каменку в 1865 году композитор видел девочку только на пересылаемых ему родителями фотографиях и судил о её взрослении по рассказам родных. Соколов с иронией отмечал, что в это время его внимание к девочке ограничивалось только «передачей поцелуев в письмах к сестре» («Поцелуй от меня во все места мою любезную племянницу»). Одна из фотокарточек девочки с матерью, «похищенная», по его словам, Чайковским у Алексея Давыдова, была постоянным объектом внимания композитора. Соколов предполагал, что общение Чайковского с племянницей во время посещений им Каменки включали, кроме игр и прогулок, «занятия на фортепиано с игрой в четыре руки».
По мере взросления Татьяна Давыдова сблизилась с Модестом Чайковским и стала отдаляться от Петра Ильича. Соколов отмечал, что при сравнении писем Татьяны к братьям Чайковским обнаруживается принципиальное различие в отношении к адресатам — «с младшим на первом месте была любовь, со старшим — прежде всего уважение». Вместе с тем он цитирует одно из писем племянницы к композитору, в котором есть фрагмент: «дорогой, бесценный мой, люби меня немножко, и я так, так, так крепко тебя люблю». Исследователь считал переломным 1878 год, когда «некоторые особенности её характера и поведения… стали вызывать у него раздражение и неприятие», при этом композитор считал её «хорошенькой и умненькой», отмечал её артистические способности. В свою очередь Татьяна писала Чайковскому длинные письма, в одном из них просила переслать его цикл из 12 пьес, сочинение 40.
Отношение композитора к Татьяне Давыдовой было противоречивым. Периоды отдаления чередовались со временным сближением. В письме к младшему брату он писал в 1879 году: «у неё чудное сердце и все её недостатки, её неровность, её аффектированность ею самою чувствуются и ненавидятся, но только она решительно не понимает, что нужно сделать, чтобы не быть такой». Чайковский отмечал, что девушка ощущает себя несчастной. Он следил за изменением её внешности («Детки после кори поправились, хотя ещё худы и бледны. Таня бритая, но очень похорошела») и успехами в овладении иностранными языками и фортепиано, восхищался её игрой на любительской сцене. Чайковский утверждал: «одарённая большими способностями, чудным сердцем и замечательной красотой, [Татьяна] страдает одним довольно несносным недостатком — она вечно и всегда скучает. Натура её какая-то надломленная, полная мучительных сомнений и недоверия к себе, беспокойная, проникнутая преждевременной разочарованностью».
В июне — августе 1880 года Чайковский сочинил «Шесть вокальных дуэтов» (ор. 46) и посвятил их Татьяне Давыдовой. Дуэты Чайковского различны по стилю. «Слёзы», «В огороде возле броду», «Минула страсть», «Рассвет» наполнены глубоким чувством и трогают слушателя своим лиризмом. Напротив, «Вечер» — музыкальная картина иллюстративно-описательного характера с декламационными оборотами. «Шотландская баллада» — драматический диалог. Работа над созданием цикла была начата в Каменке, а проходила уже в имениях Надежды фон Мекк — в Браилове и Симаках. Впервые цикл был издан Петром Юргенсоном в 1881 году. Автограф «Шести вокальных дуэтов» находится в настоящее время в Доме-музее Чайковского в Клину (ф. 88, № 129). Сохранились также книги из личной библиотеки композитора, по которым он изучал стихотворения, положенные в основу дуэтов. Два дуэта из этого цикла впоследствии были переработаны для дуэта и оркестра: дуэт «Слёзы» — Сергеем Танеевым (эта партитура никогда не издавалась и существует только в рукописи), дуэт «Рассвет» — самим Петром Ильичём (эта партитура также не издавалась). Большинство дуэтов предназначены для сопрано и меццо-сопрано, но один дуэт (№ 2) — для сопрано и баритона. 
Американский музыковед Роланд Джон Уайли на основе анализа текста стихотворений, положенных в основу дуэтов, сделал следующие выводы: 
- Сочиняя цикл, Чайковский намекал на трудности в судьбе самой Татьяны Давыдовой: ночь приносит облегчение от дневных забот (№ 1), безутешная печаль (№ 3), девушка страдает от надменности юноши (№ 4), любовь прошла, но возвращение в безмятежное прошлое уже невозможно (№ 5), восхищение природой и молитва (№ 6). Единственный дуэт, не вписывающийся в общую схему, с точки зрения Уайли, — № 2 (кровь отца на руках сына). Уайли также отмечал, что сам композитор указывал: именно этот дуэт нужно не столько петь, сколько декламировать.
- В цикле отчётливо прослеживается последовательность времён суток, которым посвящены дуэты, — от «Вечера» (№ 1) к «Рассвету» (№ 6).

На день рождения Татьяны Чайковский подарил племяннице достаточно крупную сумму в 25 рублей, сопроводив их стихотворением собственного сочинения.

Когда бумажник твой, чахоткою сражённый,

О помощи воззвал к карману моему,

Я внял мольбе твоей и, радостью смущённый,

Бумажке четвертной открыл её тюрьму.

Но что ж я вдруг узнал? Другая есть кредитка,

Которая, горя амбицией большой,

Готова перейти к тебе легко и прытко,

Чтоб преданно служить всем сердцем и душой.

О, пожалей её! Сломай её оковы,

От жалости мольбы свой слух не отклоняй,

Возьми и поскорей у Шлемы иль у Вовы

На леденцы, халву и фиги разменяй

О степени близости Петра Ильича и Татьяны в 1881 году даёт представление письмо к нему брата Анатолия, который писал: «Из её собственных слов я знаю, что чуть ли не единственный человек, который может иметь на неё влияние, — ты». Сам композитор, однако, отмечал: «Если б меня спросили, какая на свете самая ужасная пытка, то я бы сказал: „провести 2 вечерних часа в обществе Тани“… в течение 5 минут [она] совершит 100 бессмысленных и бесцельных действий и выскажет 400 бессвязных мыслей, обрывков мыслей, воспоминаний или просто какую-нибудь ахинею». Он с сожалением писал, что начинает уже больше сердиться на Татьяну, чем жалеть её, отмечает её «эгоизм, бессердечие, слабость характера», негодует, что «здоровая девушка, из бесхарактерности, из каприза, назло себе и окружающим добровольно губит себя, подобно пьянице, пьющему запоем». Чайковский высказывал предположение, что болезненное состояние сестры вызвано тревогой за Татьяну. Композитор сделал вывод: «Нервы мои страшно потрясены, и я просто принуждён буду скоро хоть на время уйти отсюда [из Каменки], чтобы самому не заболеть». Он видел только один выход в решении проблем племянницы — её вступление в брак: «Только серьёзные обязанности в отношении мужа и детей могут возбудить в ней охоту беречь своё здоровье».
Пётр Ильич организовал роды Татьяны Давыдовой в Париже и её лечение от наркозависимости в стационаре помощника Шарко — доктора Н. Паскаля. Шарко лично провёл осмотр пациентки. Лечение проходило методом уменьшения дозы морфина и употреблением опиума. Состояние беременной было тяжёлым: Татьяна «кричала, рвала на себе волосы, беспрестанно впадала в обморочное состояние, бредила, одним словом, это было что-то до того ужасное, что я не знаю, как я выдержал это впечатление», — писал композитор Надежде фон Мекк. В ответ на письмо Анатолия Чайковского, который употребил выражение «твоя Таня», композитор в раздражении писал, что готов помогать Татьяне и быть ей полезным, но наотрез отказывается считать её своей, что в последнее время испытывает в отношении к ней страх. Пребывание Татьяны в стационаре, оплата горничной и отдельно сиделки заставили Чайковского просить о дополнительной материальной помощи Надежду фон Мекк, а своего издателя Петра Юргенсона о предоставлении кредита в 2000 рублей. Фон Мекк прислала 5000 рублей. Чайковский разочаровался в методах лечения и писал, что вместо морфина Татьяну просто приучают к другим наркотикам, тяжёлое состояние пациентки он объяснял уже не пагубным пристрастием, а «роковыми свойствами этой девушки», мечтал только о том, чтобы «быть подальше» от Татьяны и строил планы отъезда из столицы Франции. Познанский утверждал, что Пётр Ильич выбрал в отношениях с Татьяной и другими представителями семейства Давыдовых особую тактику — делал вид, что ничего не замечает и пытался таким образом не обострять ситуацию. В свою очередь, Давыдовы знали о притворстве композитора и были ему благодарны за это. К другим проблемам прибавилось стремительное ухудшение у Татьяны зрения.
Композитор взял на себя оформление документов, крещение родившегося у Татьяны Давыдовой ребёнка, а также вопрос о передаче его на вскармливание и воспитание. Доктор Ферре совершил католический обряд крещения. Горничная Татьяны Саша и композитор стали крёстными, при этом Чайковский наотрез отказался назвать себя католиком. По утверждению композитора, Ферре провёл обряд «необыкновенно развязно», а потом «сидел у Таниной постели, держа её за руку и влюблённо смотря на неё». Мальчик получил имя «George-Léon» или «Георгий». Он очень понравился композитору, который даже некоторое время строил планы его усыновления. Мальчика Чайковский отдал кормилице, жившей за пределами Парижа. Чайковский писал с тревогой, что на мать расставание с сыном не произвело большого впечатления, мало она думает и о неприятностях, которые доставила семье. Однако композитор не осуждал племянницу, основываясь на опыте собственных грехов.
Отношение композитора к Татьяне к марту 1885 года стало резко негативным. В письме брату Модесту он писал: «Я не могу её видеть без злобы и отвращения». Летом этого года Чайковский собирался перевезти Георгия на родину, но Татьяна резко воспротивилась этому, намекая на некие изменения собственной судьбы, которые позволят ей самой взять на себя воспитание мальчика. Валерий Соколов считал, что она имела в виду решение Николая Чайковского усыновить Георгия, о котором Татьяна, предположительно, уже узнала. В августе 1885 года старший брат композитора с супругой приехали в Париж специально, чтобы познакомиться с мальчиком. Джон Роланд Уайли, однако, писал: «Обстоятельства усыновления Жоржа-Леона остаются загадочными». В феврале Чайковский согласовывал финансовые вопросы, связанные с усыновлением, и выделил на это 500 рублей. В июне планы оказались нарушенными по инициативе Татьяны, которая просила оставить ребёнка во Франции ещё на год. Чайковский готов приостановить уже запущенный процесс усыновления, но в августе его брат Николай оказывается в Париже. Уайли предполагал, что возвращение ребёнка в Россию в июне следующего года произошло вопреки желанию матери.
Встречи Петра Ильича с племянницей становились всё более редкими. Последние из них состоялись в сентябре 1886 года в Москве в доме Анны фон Мекк и в октябре — ноябре того же года в Санкт-Петербурге. Он констатировал: «Таня ужасно похудела, но здорова совершенно». Композитор тяжело переживал известие о её смерти: «Сегодня утром я получил одно печальное известие (неожиданная смерть племянницы моей, молодой красавицы-девушки), так потрясшее меня, что перо валится из рук и что даже о вчерашнем дне, составляющем эпоху в моей жизни, мне трудно говорить. Все мысли устремились туда, где произошло ужасное несчастье». Чайковский вместе с московскими родственниками присутствовал на панихиде по Татьяне.
В начале февраля Чайковский узнал, что был сделан посмертный рисунок племянницы. Он заказал для себя его копию. Портрет покойницы сделал художник Ян Ционглинский. Копия с него в настоящее время находится в кабинете Чайковского в его Доме-музее в Клину.

## Георгий Николаевич Чайковский

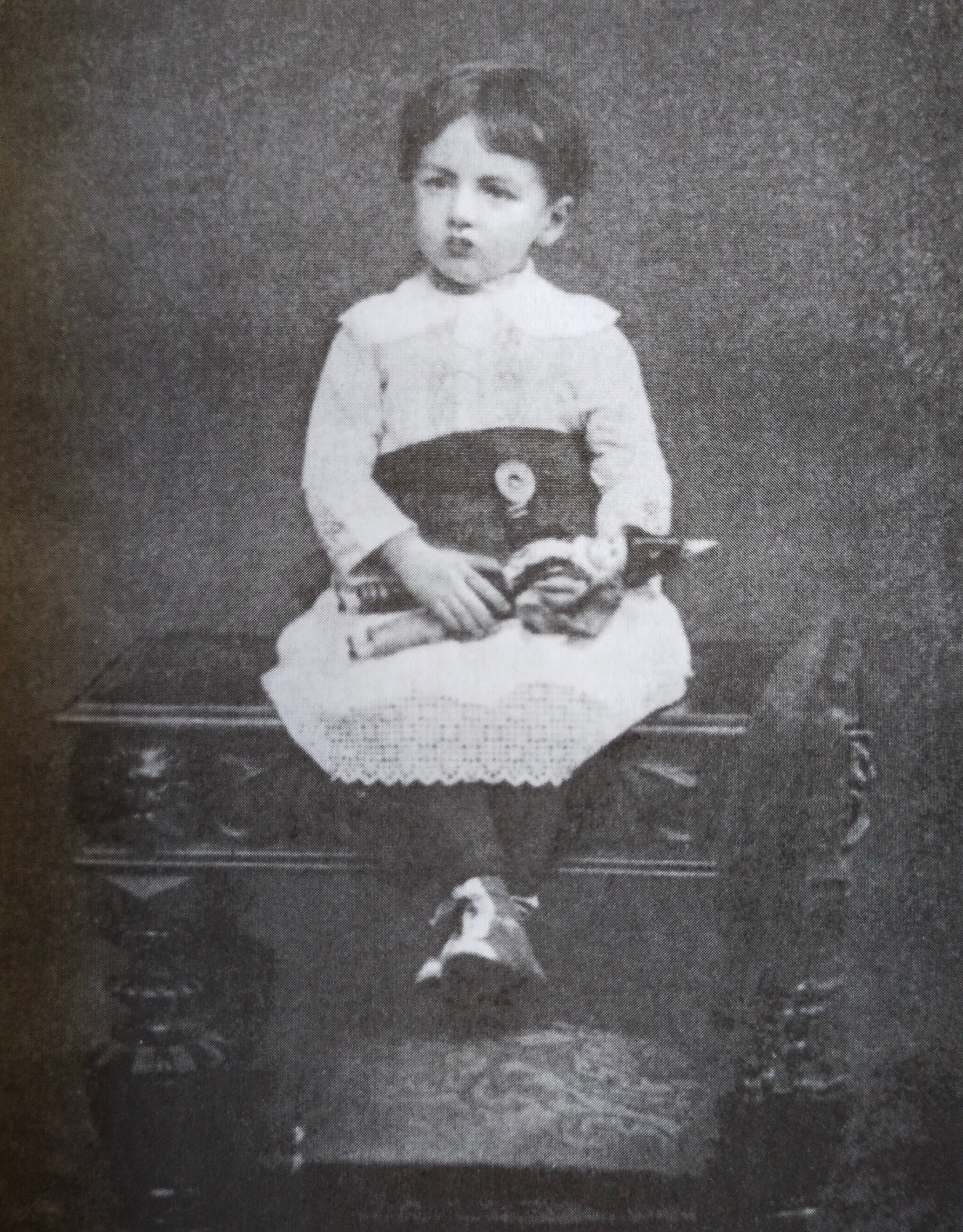
Георгий Чайковский в 1886 году

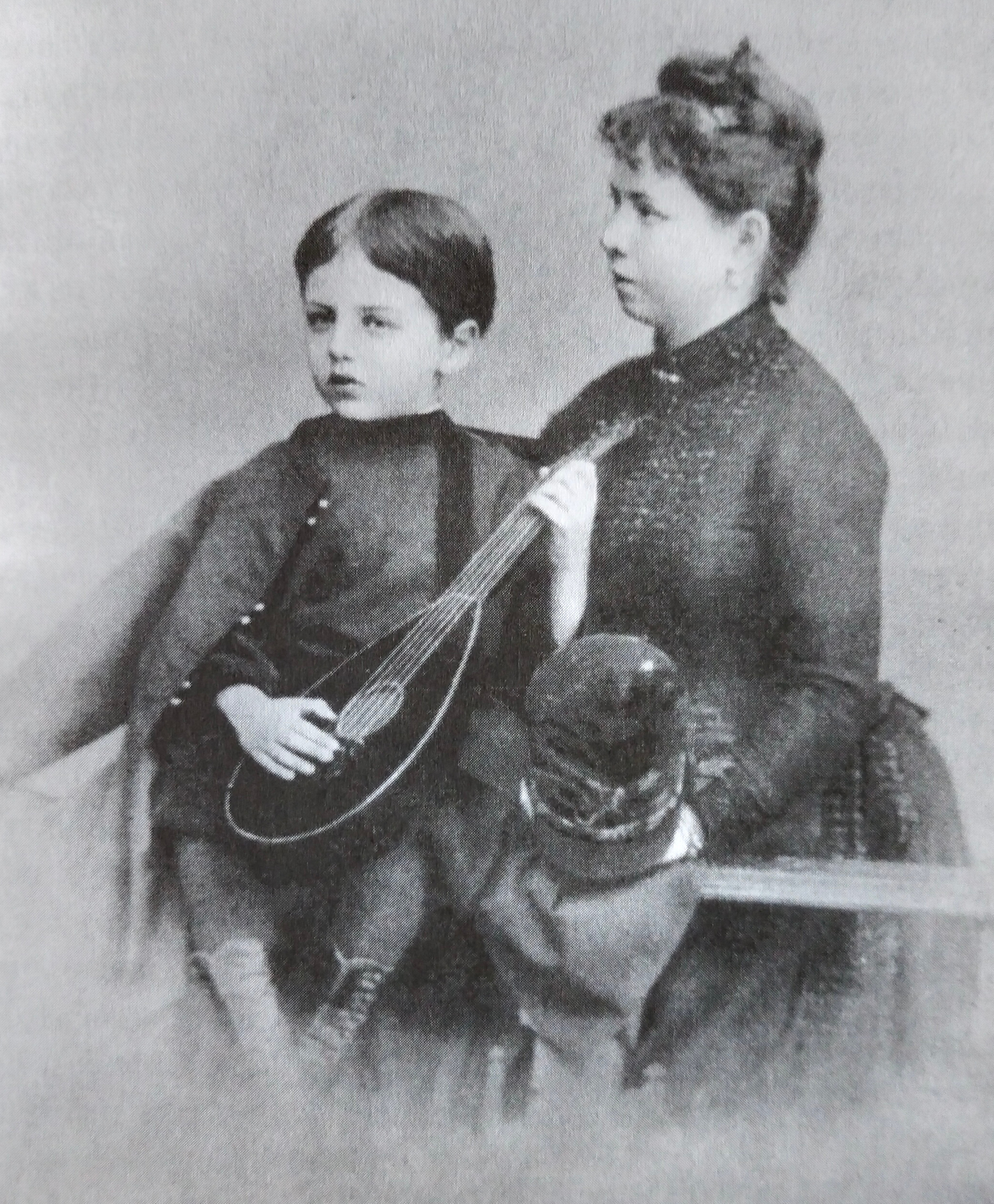
Георгий Чайковский с приёмной матерью, 1886

Во Франции Георгий в детстве находился на попечении семьи Оклер в местечке Вильнёв к югу от Парижа. Там он пробыл первые три года своей жизни. Чайковский навещал его, когда приезжал в Париж, и с недовольством подмечал сходство мальчика с предполагаемым отцом — Блуменфельдом, хотя и испытывал к ребёнку симпатию. Позднее Чайковский принимал активное участие в его судьбе. В частности, в своём завещании композитор обеспечил материальное благополучие мальчика.

собственное моё недвижимое имение, если таковое принадлежащим мне где бы то ни было окажется, после моей смерти, предоставляю в полную собственность племяннику моему (усыновлённому братом моим Николаем Ильичем Чайковским) Георгию Николаевичу Чайковскому в полном составе того имения, со всеми строениями и хозяйственными заведениями, со всей принадлежащею к тому именно движимостью, скотом и хлебом, со всеми правами и обязанностями. Благоприобретённый капитал мой, какой после моей смерти окажется, представляю в собственность ему же Георгию Николаевичу Чайковскому с тем, чтобы седьмую часть оного он уступил слуге моему запасному ефрейтору Алексею Софронову.
3) Вышеозначенному племяннику моему Георгию Николаевичу Чайковскому 1200 р.
4) Слуге моему запасному ефрейтору Алексею Софронову 600 р. сер. В случае если бы общий итог всех полученных со всех театров на год суммы оказался бы ниже 4800 р. сер. Подлежащих на вышеозначенном основании разделу между братом, женой Антониной, племянником Георгием и слугой Софроновым, то оная полная сумма должна быть разделяемая так что бы из пяти равных частей две с половиной части получал Модест Ильич Чайковский, по одной части Антонина и Георгий Чайковский и половину части Алексей Софронов. Доли суммы образуемой от поспектакльной платы подлежащие уплаты означенным лицам, в случае смерти их предоставляю в полное распоряжение Владимиру Львовичу Давыдову.
В случае если бы Владимира Давыдова постигла смерть ранее моей собственной смерти, все завещаемые ему с театров доходы я предоставляю племяннику моему Георгию Николаевичу Чайковскому с тем, чтобы он или опекуны его соблюдали вышеизложенные условия раздела сумм ежегодно. Всякие мои авторские доходы, а также все вообще принадлежащие мне и моим наследникам законные права собственности на мои музыкальные произведения предоставляю племяннику моему Владимиру Львовичу Давыдову, а в случае его смерти ранее моей Георгию Николаевичу.

Лидия Конисская утверждала, что Давыдовы-старшие долгое время не знали о существовании у них внука. Тайна раскрылась случайно. Лев Давыдов заявил Николаю Чайковскому: «Ой, как я не люблю этого твоего французика!», присутствовавший младший брат композитора генерал-майор по Адмиралтейству Ипполит Чайковский неосторожно сказал: «Как же ты можешь его не любить, это же твой внук!». К этому времени Татьяна уже давно была мертва. Сам Ипполит также далеко не сразу узнал о тайне усыновления мальчика. Пётр Ильич отмечал в одном из своих писем: «Ипполит гостил У Ник[олая] Ильича и несколько раз с удивлением замечал, что Ж[орж] похож на Таню, а впрочем, ничего не подозревает». В свою очередь, Джон Роланд Уайли писал, что благодаря хвастовству Блуменфельда своей победой на любовном поприще о беременности Татьяны Давыдовой знали во всём Киеве и Александра активно расспрашивала брата о Блуменфельде, хотя до этого он никогда её не интересовал.
Галина фон Мекк, хорошо знавшая Георгия в детстве и юности, утверждала, что Георгий знал, что Татьяна была его настоящей матерью (английский биограф композитора Энтони Холден утверждал, что Татьяна Давыдова регулярно навещала своего сына после усыновления его Чайковскими). Сын всегда держал её портрет на своём столе. Он учился в Москве и стал горным инженером. Георгий женился на девушке, которая также была внебрачным ребёнком. У них родился сын. Семья эмигрировала в Италию после Октябрьской революции.
По-другому описывал судьбу Георгия Валерий Соколов: после Первой мировой войны Георгий и его супруга Елена Владимировна (приёмная дочь Ольги Михайловны Головинской) эмигрировали в Югославию. Первоначально они проживали в городе Требине (в настоящее время — в Боснии и Герцеговине вблизи Дубровника, куда они впоследствии переселились). Георгий Чайковский числился техником Министерства путей сообщения в Земуне рядом с Белградом. В этом городке он скончался 16 февраля 1940 года и был похоронен на Новом кладбище в Белграде.

## Историография
Валерий Соколов писал, что биографию Татьяны Давыдовой «можно проследить по письмам композитора к разным адресатам». Сохранились также её собственные письма к родственникам, а также письма её матери к Петру и Модесту Чайковским, посвящённые судьбе Татьяны. Они содержат описания как ранних, так и наиболее драматических событий жизни девушки. Некоторые подробности её жизни можно найти в переписке Николая и Анатолия Чайковских. К Петру Ильичу писем Татьяны сохранилось немного — только за 1878—1881 годы. Международный сайт исследователей биографии и творчества Чайковского Тchaikovsky Society утверждает, что сохранились лишь два письма Чайковского Татьяне Давыдовой, датированные 1878 и 1881 годами: Письмо 937 от 10 октября 1878 года из Санкт-Петербурга (оно посвящено взаимоотношениям Татьяны и Анатолия Чайковского, а также влиянию смерти брата на душевное состояние друга Петра Ильича — Алексея Апухтина, находится в Российской национальной библиотеке, ф. 834, ед. хр. 18, л. 1-2) и Письмо 1702 от 4 марта 1881 года из Неаполя (Чайковский рассказывает о своём пребывании в Италии и планах на будущее, оно находится в Российской национальной библиотеке, ф. 834, ед. хр. 18, л. 3-4). В архиве Государственного мемориального музыкального музея-заповедника П. И. Чайковского хранятся 9 писем Татьяны Давыдовой к композитору, датируемых 1878 и 1879 годами.
Среди мемуаристов наиболее подробно рассказывают о судьбе Татьяны Давыдовой её близкие родственники — младший брат Юрий Давыдов в книге «Записки о П. И. Чайковском», вышедшей в 1962 году, и её племянница Галина фон Мекк в книге «Как я их помню» (1973). Юрий Давыдов, в частности деликатно обходит проблему злоупотребления Татьяной морфином. Проблемы девушки со здоровьем он объясняет тем, что «от слишком быстрого умственного и физического развития у неё начались сильные головные боли, мучившие её всю жизнь». Мемуарист избегает описывать и реальные сложности отношений композитора и его племянницы. В интерпретации Давыдова, «Пётр Ильич восхищался племянницей и очень любил сестру, но не мог наладить их отношений, и сам в свою очередь раздражался и страдал». Ребёнок у Татьяны, по утверждению брата, родился в Париже от не названного по имени женатого россиянина (католика по вероисповеданию), который не мог осуществить развод с супругой в соответствии с законами Российской империи. Усыновление Георгия, по утверждению Давыдова, было осуществлено Николаем Чайковским «по настоятельной просьбе» композитора. Смерть сестры Юрий объясняет разрывом сердца.
Лишь трижды вспоминает о судьбе Татьяны Давыдовой Модест Чайковский в трёхтомнике «Жизнь Петра Ильича Чайковского (по документам, хранившимся в архиве в Клину)». Два раза — в связи с её смертью. Модест Чайковский описывает, как был разбужен в Москве телеграммой о кончине Татьяны в столице. Он не стал будить сразу старшего брата, который встал только «в 11-м часу довольный, счастливый и бодрый». Композитор был в горе от неожиданного известия, но «не изменил решения ещё два раза продирижировать „Черевичками“». Один раз он упоминает Татьяну в связи с посвящением ей шести дуэтов, датируя их создание 5 июня — 10 июля 1880 года (Домбаев же, например, датирует их 4 июня — 24 августа того же года).
Советские музыковеды и биографы Чайковского предпочитали не углубляться в проблемы, связанные с Татьяной Давыдовой. Искусствовед Андрей Будяковский достаточно часто упоминает имя Татьяны Давыдовой на страницах своей книги «Жизнь Петра Ильича Чайковского», созданной на рубеже 1930-х и 1940-х годов, но опубликованной только в 2003 году. События 1883 года он излагает так: Татьяна отказывает женихам «направо и налево», но влюбляется в Блуменфельда. В Париже у неё рождается сын Жорж и «Чайковскому, который видел значительную долю своей вины в том, что он допустил до этого племянницу, удалось скрыть происшедшее от родителей». Композитор взял на попечение ребёнка, но эта история «отравила ему очарование любимым городом и… пагубно сказалась на его нервах и работе».

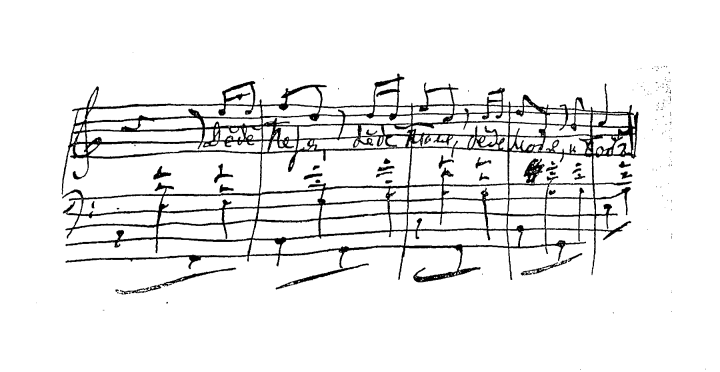
Письмо Чайковского Владимиру Давыдову с темой салонной польки, посвящённой Георгию Чайковскому от 15 апреля 1893

Краевед Лидия Конисская в книге «Чайковский в Петербурге» (годы издания — 1969 и 1974) ограничивается в отношении Татьяны сокращённым пересказом записок Юрия Давыдова, но приводит фрагменты из дневника композитора, которые свидетельствуют о симпатии Петра Ильича к Георгию, сыну Татьяны Давыдовой: «Ж. был очарователен в своём балахончике. Был умён и терпелив. В купели очень заплакал… Игрушки для Ж… Жорж очень доволен игрушками, особенно солдатиками, входящими в крепость. Уехал тайно от него, избегая слёз». Из записей в дневнике Чайковского и из его письма к брату Модесту известно о повторном крещении ребёнка, на этот раз в православном храме. Российский филолог Борис Аншаков в биографическом очерке «Братья Чайковские» (1981) рассказывает историю родов Татьяны Давыдовой в Париже и усыновления её сына в главе, посвящённой его приёмному отцу — Николаю Ильичу Чайковскому.
Писательница-эмигрантка и биограф Нина Берберова только вскользь упоминает Татьяну Давыдову в своём получившем широкую известность очерке «Чайковский». При этом в одном предложении она, ссылаясь на слова потомка фон Мекк, предлагает сразу две интерпретации событий, противоречащие распространённому убеждению исследователей: «Внук Н. Ф. фон Мекк, Адам Карлович Бенигсен, сын старшей дочери Надежды Филаретовны, несколько раз приглашавший меня к себе и говоривший со мной — не о Чайковском, которого он знать не мог, но о семье фон Мекков, о своём дяде, просадившем фонмекковские миллионы, и о другом, женившемся на племяннице Чайковского, Анне Давыдовой, сестре той Тани, которую П. И. так любил и которая тайно родила незаконного сына от знаменитого в своё время пианиста и профессора консерватории Феликса Блюменфельда [по мнению всех других исследователей, действующее лицо драмы другой Блуменфельд — Станислав] и вскоре покончила с собой [такой версии событий не описывает никто другой]».
Доктор искусствоведения, профессор Национального педагогического университета имени М. П. Драгоманова в Киеве Галина Побережная в биографии Чайковского, изданной в 1994 году, не упоминает конкретных событий жизни Татьяны Давыдовой, но, рассуждая об образах сильных женщин в творчестве композитора, пишет: «Яркий след в памяти и душе композитора оставила и его племянница Татьяна Давыдова — незаурядная, трагическая личность. Женская любовь как высшее воплощение идеи жизни и неотвратимость смерти получили на примере её судьбы реальное, а не условно-театральное воплощение».
По мнению балетного критика Павла Ященкова, предпринявшего анализ балета Чайковского «Щелкунчик», имение Давыдовых Каменка «преобразилась в сознании композитора в детское утопическое царство сластей Конфитюренбург, где хозяйка имения сестра композитора Александра Ильинична была великодушной королевой, умершая за пять лет до неё её дочь Татьяна — Кларой, а его „идол“… Боб „принцем-любимчиком“», само «царство Конфитюренбург, куда попадают главные герои „Щелкунчика“… сродни некоему наркотическому видению», что, с его точки зрения, соотносится с увлечением семьи Давыдовых морфином.
В 2021 году российский композитор и историк музыки Валерий Соколов посвятил Татьяне Давыдовой большую (110 страниц) статью «Татьяна Давыдова в жизни П. И. Чайковского» в сборнике научных публикаций «Петербургский музыкальный архив», который был посвящён Чайковскому и вышел под патронатом «Тchaikovsky Society». В ней он реконструировал биографию девушки и попытался определить роль её проблем в жизни и творчестве композитора. Соколов выделял в жизни Татьяны Давыдовой два этапа — благополучный (до 1879 года) и «драматический» (1879—1887 годы). Татьяна Давыдова также стала одним из основных персонажей второго тома книги американского историка Александра Познанского «Пётр Чайковский. Биография». В книге опубликованы редкие фотографии девушки. Значительное место занимает Татьяна Давыдова в монографиях другого американского исследователя — Джона Роланда Уайли, а также британского музыковеда Дэвида Брауна.

## В культуре
Эпизодическую роль маленькой Татьяны Давыдовой в фильме «Любители музыки» (1971) британского режиссёра Кена Рассела сыграла его дочь Виктория.
Татьяна Давыдова стала второстепенным персонажем фильма «Апокриф: музыка для Петра и Павла» российского режиссёра Адель Аль-Хадада, снятого в 2004 году. Роль Татьяны исполнила актриса Алина Булынко, в фильме она значительно младше своего прототипа. В соответствии с сюжетом композитор, возвращаясь в 1878 году из Вены, посетил свою сестру Александру Давыдову в усадьбе её мужа в Каменке. В местной церкви должно состояться первое исполнение нового сочинения композитора «Благообразный Иосиф». Домочадцы и сельчане с нетерпением ждут премьеры, но исполнение неожиданно завершается провалом. Сценарист Юрий Арабов существенно изменил реальный эпизод из жизни композитора (в частности, его подробно описывает британский исследователь Дэвид Браун), о котором он сам рассказывал в письме Надежде фон Мекк. В действительности «Благообразный Иосиф» — не произведение Чайковского, а тропарь в обработке Бортнянского, который решил исполнить в качестве регента композитор. Произведение исполнял не церковный хор, как в фильме, а любительский семейный квартет, составленный из представителей семейств Давыдовых и Чайковских, в составе которого была и Татьяна. Для Петра Ильича неудачное исполнение не стало трагедией. Само событие произошло не в 1878 году, а 18 апреля 1880 года.

Сегодня я дебютировал в качестве церковного регента. Сестра непременно хотела, чтобы мы сегодня пели при выносе плащаницы «Благообразный Иосиф». Достали ноты, образовали квартет из сестры, Тани, Анатолия и меня и приготовили этот тропарь, переложенный Бортнянским. Дома пение шло хорошо, но в церкви Таня спуталась, а за ней и все. Несмотря на тщетные мои усилия восстановить порядок, пришлось остановиться, не докончив. Сестра и Таня безмерно, огорчены этим эпизодом, но в воскресенье представится случай загладить наш позор во время обедни. Я взялся разучить с ними 7-мой № «Иже херувимы» Бортнянского и «Отче наш» из моей литургии.
Дэвид Браун предположил, что эти события стали поводом для сочинения Чайковским «Шести дуэтов» (ор. 46)